# 안데스새도둑주머니쥐
안데스새도둑주머니쥐(Caenolestes condorensis)는 새도둑주머니쥐과에 속하는 새도둑주머니쥐의 일종이다. 서식처 중의 하나로 에콰도르 코르딜레라 델 콘도르(Cordillera del Cóndor)의 고도 2,000m 지점이 알려져 있다.